# Морин О’Хара
Морин О’Хара (енгл. Maureen O'Hara; 17. август 1920 — 24. октобар 2015) била је ирска глумица и певачица позната по бројним улогама у вестерн филмовима. Рођена је 17. августа 1920. године у Ренели, Округ Даблин (Република Ирска), а преминула у 95. години 24. октобра 2015. у Бојсију у америчкој савезној држави Ајдахо.

## Филмографија
| Улоге Морин О'Хара |                                 |               |                   |          |
| Година             | Српски назив                    | Изворни назив | Улога             | Напомена |
| 1939.              | Крчма Јамајка                   |               | Мери Јелан        |          |
| 1941.              | Како је била зелена моја долина |               | Ангарад           |          |
| 1947.              | Чудо у 34. улици                |               | Дорис Вокер       |          |
| 1950.              | Рио Гранде                      |               | Кетлин Јорк       |          |
| 1952.              | Миран човек                     |               | Мери Кејт Денахер |          |
| 1957.              | Крила орлова                    |               | Мин Вид           |          |